# Pietro II del Brasile
Pietro II detto il Magnanimo (Rio de Janeiro, 2 dicembre 1825 – Parigi, 5 dicembre 1891) fu il secondo e ultimo imperatore del Brasile.

## Biografia

### Infanzia
Pietro nacque alle 02:30 del 2 dicembre 1825 nel Palazzo di São Cristóvão, a Rio de Janeiro. Il suo nome era un omaggio a san Pietro d'Alcántara. Attraverso suo padre, l'imperatore Pietro I, egli era membro del ramo imperiale brasiliano della casa di Braganza. Era inoltre nipote del re Giovanni VI del Portogallo e nipote di Michele I.
Sua madre era l'arciduchessa Maria Leopoldina d'Asburgo-Lorena, figlia di Francesco II, ultimo imperatore del Sacro Romano Impero. Attraverso la madre egli era nipote acquisito di Napoleone Bonaparte e cugino di primo grado degli imperatori Napoleone II di Francia, Francesco Giuseppe I d'Austria e Massimiliano I del Messico.
In quanto unico figlio legittimo di Pietro I sopravvissuto all'infanzia, venne riconosciuto ufficialmente quale erede al trono brasiliano col titolo di principe imperiale il 6 agosto 1826. L'imperatrice Leopoldina morì l'11 dicembre 1826, alcuni giorni dopo aver dato alla luce un figlio nato morto, quando Pietro aveva appena un anno.
Suo padre si risposò due anni dopo con Amelia di Leuchtenberg; il principe Pietro trascorse poco tempo con la matrigna, la quale abbandonò il paese due anni dopo, ma i due ebbero ad ogni modo una relazione affettuosa e si mantennero in contatto sino alla di lei morte nel 1873. L'imperatore Pietro I abdicò il 7 aprile 1831, dopo un lungo conflitto con i liberali, e con Amelia fece immediatamente ritorno in Europa per riportare la loro figlia sul trono portoghese che era stato usurpato da Michele, fratello di Pietro I. Lasciato solo, il principe imperiale Pietro assunse il titolo di Don Pietro II, Imperatore Costituzionale e Difensore Perpetuo del Brasile.

### Educazione

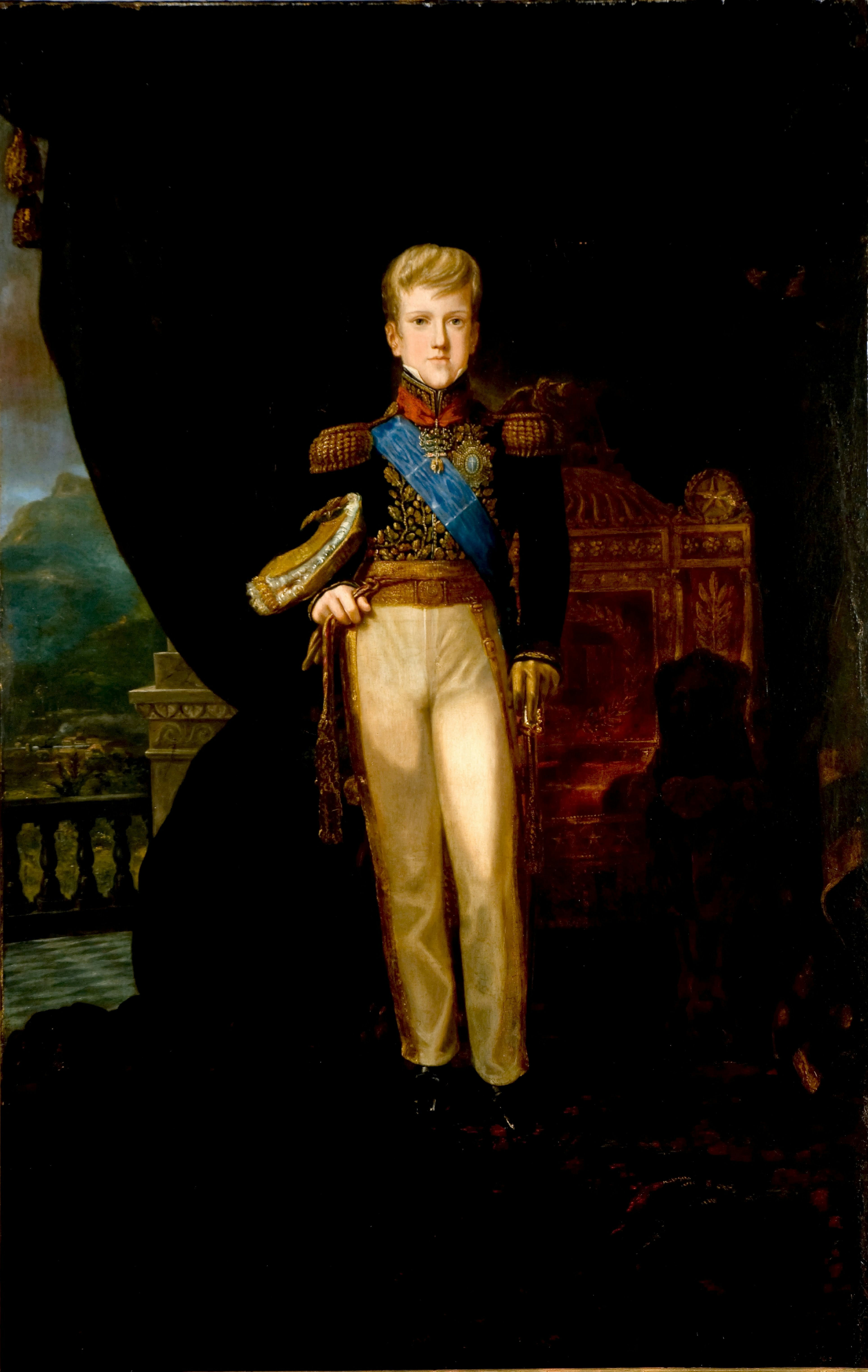
L'imperatore Pietro II a 10 anni, mentre indossa l'uniforme di corte di ammiraglio e porta al collo l'insegna dell'Ordine del Toson d'Oro, 1835

Prima di lasciare il Brasile, l'imperatore Pietro I designò tre persone alla carica di reggente per affiancare il figlio - che era ancora minorenne - e le sue tre sorelle. Il primo di questi fu José Bonifácio de Andrada e Silva, amico dell'imperatore Pietro I e influente capo politico durante l'indipendenza del Brasile, che aveva portato alla formazione dell'Impero stesso. Il secondo fu Mariana de Verna, che aveva già occupato la posizione di aia (governante) di Pietro II dalla sua nascita. Pietro II la chiamava Dadama, in quanto non riusciva a pronunciare completamente la parola "dama" da bambino. Ad ogni modo egli continuò a chiamarla in questo modo anche raggiunta l'età adulta, per affezione e soprattutto perché fu lei la donna che assolse per lui le vere funzioni di madre. La terza persona fu Rafael, un veterano afro-brasiliano della guerra tra Argentina e Brasile. Rafael era uno dei funzionari nel Palazzo di São Cristóvão; Pietro I si fidava molto di lui e gli chiese espressamente di vegliare sulla salute di Pietro II.
Bonifácio venne licenziato dalla sua posizione nel dicembre del 1833 e rimpiazzato da un altro tutore. Pietro II passava le giornate intere a studiare, facendo solo due ore di pausa per i propri svaghi. Si svegliava ogni giorno alle 6.30 del mattino e incominciava i propri studi alle 7.00, continuando sino alle 22.00, ora alla quale andava a letto. I tutori lo volevano indirizzare il più lontano possibile dal seguire l'esempio paterno in fatto di educazione, carattere e personalità, facendone un monarca modello. La sua naturale passione per la lettura gli permise di assimilare moltissime informazioni che gli furono poi utili nelle azioni di governo.
Pietro II, pur non essendo un genio era intelligente ed aveva una strabiliante capacità di apprendimento. L'imperatore ebbe un'infanzia infelice e solitaria. La prematura mancanza dei suoi genitori, infatti, "avrebbe segnato Pietro II per tutta la sua vita". Ebbe sempre pochi amici della propria età, e persino i contatti con le sue sorelle furono sempre limitati. Il modo con cui era cresciuto lo fece quindi divenire una persona timida e riservata che vedeva nei "libri un altro mondo ove isolarsi e proteggersi."

### Incoronazione

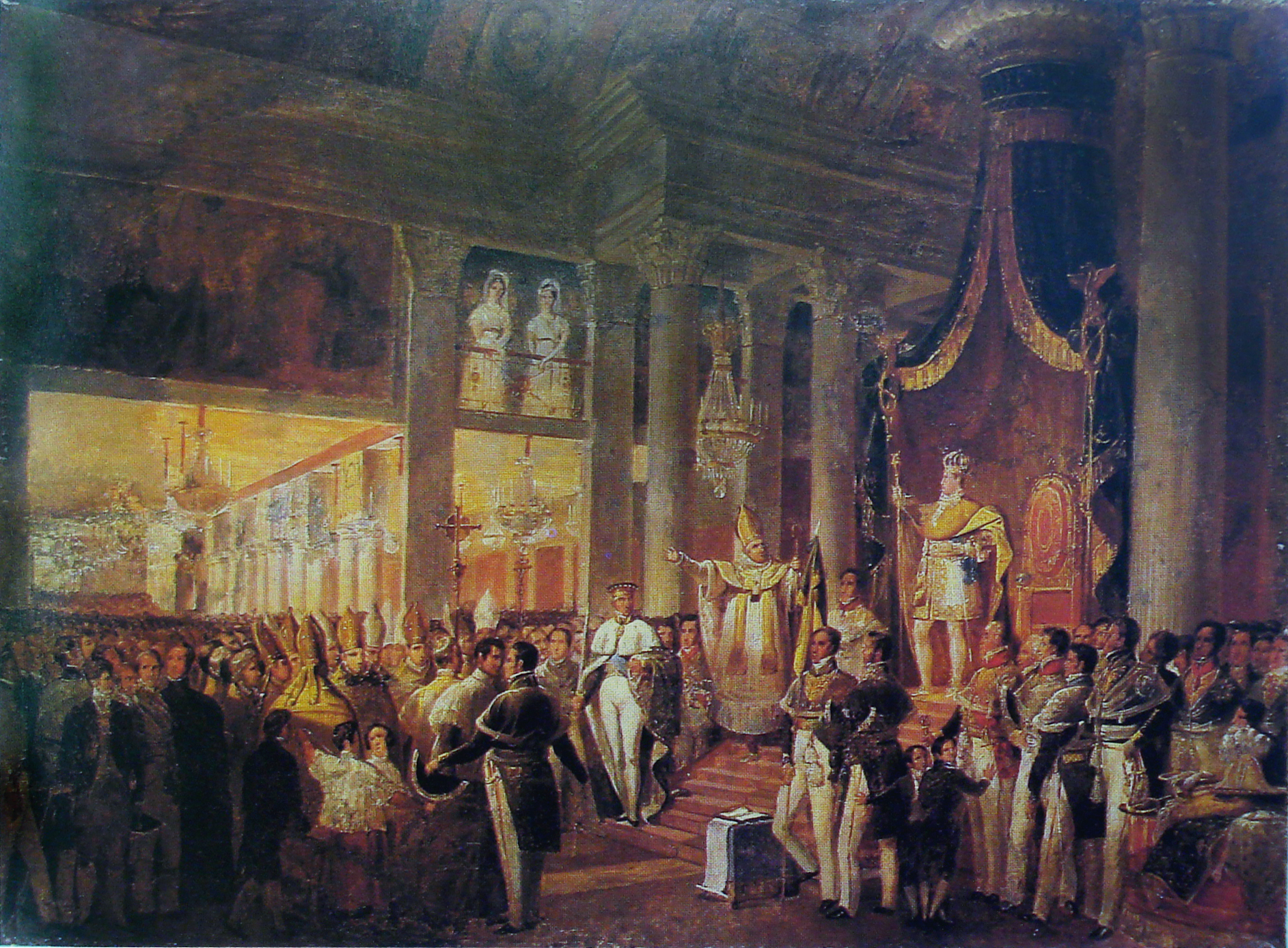
L'Incoronazione di Pietro II all'età di 15 anni, il 18 luglio 1841

L'elevazione di Pietro II al trono imperiale nel 1831 aveva portato a un periodo di crisi tra i più cruenti nella storia del Brasile. Nel medesimo anno era stata creata una reggenza per vegliare su di lui sino alla sua maggiore età. Le dispute tra le diverse fazioni politiche, inoltre, avevano portato allo scoppio di diverse ribellioni, soprattutto di stampo anarchico.
La possibilità di abbassare l'età in cui Pietro avrebbe dovuto venire proclamato maggiorenne (2 dicembre 1843, a 18 anni), venne avallata già dal 1835. L'idea aveva ricevuto il supporto di entrambe le principali fazioni politiche. La presenza di Pietro II come figura politica si dimostrava ormai chiaramente indispensabile per la sopravvivenza della nazione, sentita come unità statale.
Queste pressioni per nominare Pietro II imperatore portarono alla formazione di una delegazione di stato che venne inviata al palazzo di São Cristóvão per chiedere a Pietro II di accettare la dichiarazione di maggiore età anticipata. Il giovane principe imperiale non si tirò indietro e il giorno seguente, 23 luglio 1840, l'Assembléia Geral (l'assemblea nazionale) dichiarò formalmente Pietro II quale nuovo sovrano. Egli venne acclamato, incoronato e consacrato il 18 luglio 1841.

### "Fazione dei cortigiani"
Dopo aver rimosso dal governo i suoi reggenti, Pietro fece sì che il Brasile potesse vantare un legittimo monarca di nuovo sul trono; l'autorità statale assunse una chiara e singola voce, quella di Pietro II. Malgrado tutto, l'imperatore si comportò sempre come un arbitro, mantenendo le proprie visioni personali anche all'interno degli scontri politici, senza mai intervenire direttamente per l'una o l'altra parte. Il giovane imperatore era diligente nel suo nuovo ruolo, svolgendo ispezioni quotidiane e visitando tutte le sezioni di governo, interessato com'era a ogni singolo dettaglio. Peraltro egli finì col concedere a tutti una certa confidenza, anche se la sua gentilezza e la sua timidezza lo rendevano apparentemente debole.
Dietro le quinte, un gruppo che divenne noto come la "Fazione dei cortigiani" cominciò ad avere molta influenza sul nuovo imperatore. Questi cortigiani erano perlopiù nobili d'alto rango e politici illustri. Pietro II venne sostanzialmente utilizzato da queste persone per eliminare politicamente i loro rivali. L'imperatore intanto veniva tenuto occupato con continui incontri, momenti di studio, affari di governo vari e nel contempo veniva isolato sempre più dal vero governo.

### Matrimonio

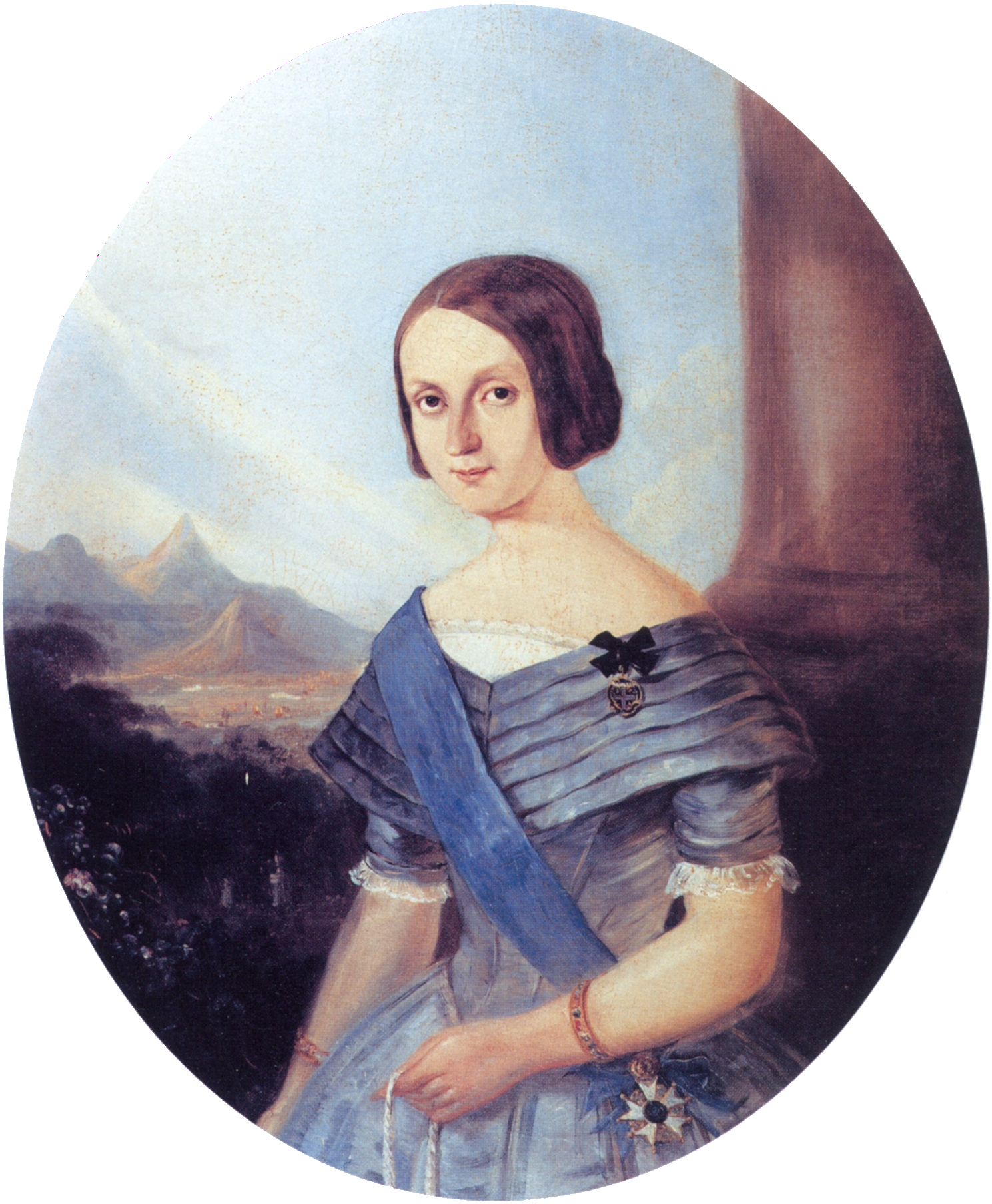
Teresa Cristina, moglie di Pietro II, all'età di 24 anni, in un ritratto del 1846

Data la timidezza e l'immaturità dell'imperatore, i cortigiani credevano che un matrimonio fosse la scelta giusta che avrebbe consentito di sviluppare il suo carattere. Il governo del Regno delle Due Sicilie si fece avanti, offrendo la mano della principessa Teresa Cristina. Venne pertanto inviato a Pietro II un ritratto di Teresa Cristina, che raffigurava una ragazza affascinante, ed egli accettò subito la formalizzazione del fidanzamento. La nuova imperatrice consorte giunse in Brasile il 3 settembre 1843. Dopo averla vista di persona, però, Pietro II si trovò profondamente deluso.
Il dipinto che aveva ricevuto era evidentemente un'idealizzazione della principessa: la vera Teresa Cristina era invece piccola, un po' sovrappeso, con il labbro inferiore pronunciato (labbro all'Asburgo), e tutto sommato non così attraente come gli era sembrata. Del resto, fece ben poco per nascondere la delusione. "Secondo un rapporto voltò le spalle di fronte alla sposa, secondo un altro fu talmente sopraffatto da doversi mettere a sedere. […] Può benissimo darsi che abbia fatto entrambe le cose." Quella sera, Pedro II pianse e si lamentò con Mariana de Verna: "Mi hanno ingannato, Dadama!" Ci vollero diverse ore per convincerlo che il dovere gli imponeva di andare avanti. Ad ogni modo, la celebrazione del matrimonio ebbe luogo il giorno successivo, 4 settembre.

### Ristabilire l'autorità imperiale
Nel 1846 Pietro II era maturato fisicamente e caratterialmente e aveva imparato in sei anni di esperienza al governo a guardarsi dai complotti alle sue spalle e dal lasciarsi manipolare da chi lo circondava. Alto 1,90 m, occhi azzurri e capelli biondi, era divenuto un uomo molto attraente. I contemporanei così lo descrivono: "Egli manteneva le sue emozioni sotto una disciplina ferrea. Non era mai rude e non perdeva mai le staffe. Aveva un linguaggio eccezionalmente discreto e molta prudenza nelle azioni."
Tra la fine del 1845 e l'inizio del 1846 Pietro II compì un viaggio nelle province meridionali del Brasile, visitando Santa Catarina, São Paulo e Rio Grande do Sul, ricevendo grandi ovazioni dalla folla. Questo successo lo incoraggiò, per la prima volta nella sua vita, a prendere personalmente delle iniziative di governo, spazzando via completamente l'influenza dei cortigiani e rimuovendoli da ogni incarico pubblico, con l'intento di riformare completamente il proprio entourage per non creare attriti con il popolo.
Pietro II dovette affrontare tre crisi nel periodo compreso tra il 1848 e il 1852. Il primo problema fu l'importazione illegale di schiavi, già condannata nel 1826 da un trattato col Regno Unito. Il traffico, però, continuò silenziosamente, e con un atto del 1845 il governo inglese autorizzò le navi da guerra a fermare le navi brasiliane entro i territori inglesi per controllare che non avessero schiavi clandestini a bordo. Mentre lo stato si confrontava con questo problema, il 6 novembre 
1848 esplose la rivolta di Praieira. Questo conflitto scoppiò tra le fazioni locali e la provincia di Pernambuco, e venne represso nel marzo del 1849. Il 4 settembre 1850 venne promulgato un editto che diede al governo l'autorità di combattere il traffico illegale di schiavi, abolendone definitivamente l'importazione. Nel 1852 questa prima crisi venne archiviata e il Brasile soppresse l'importazione di schiavi. La terza crisi siglò l'inizio di un conflitto con la Confederazione Argentina riguardo alla concessione di libera navigazione dei fiumi nell'area del Río de la Plata. Dagli anni Trenta dell'Ottocento il dittatore argentino Don Juan Manuel de Rosas aveva supportato ribellioni in Uruguay e Brasile. Fu solo nel 1850 che il Brasile fu in grado di arginare la minaccia rappresentata da Rosas, siglando un'alleanza tra Brasile, Uruguay e gli argentini insoddisfatti del governo dittatoriale. Questo portò alla Guerra de la Plata e alla successiva caduta del dittatore argentino nel febbraio del 1852.
La vittoria di questa guerra consentì all'Impero brasiliano di acquisire stabilità e prestigio ed emergere come una delle maggiori potenze americane. Il Brasile divenne universalmente noto per il rispetto dei diritti umani e si distinse per correttezza e affidabilità nei commerci, oltre che per una grande stabilità interna, differenziandosi drasticamente dai regimi dittatoriali dell'America meridionale.

### Pietro II e la politica

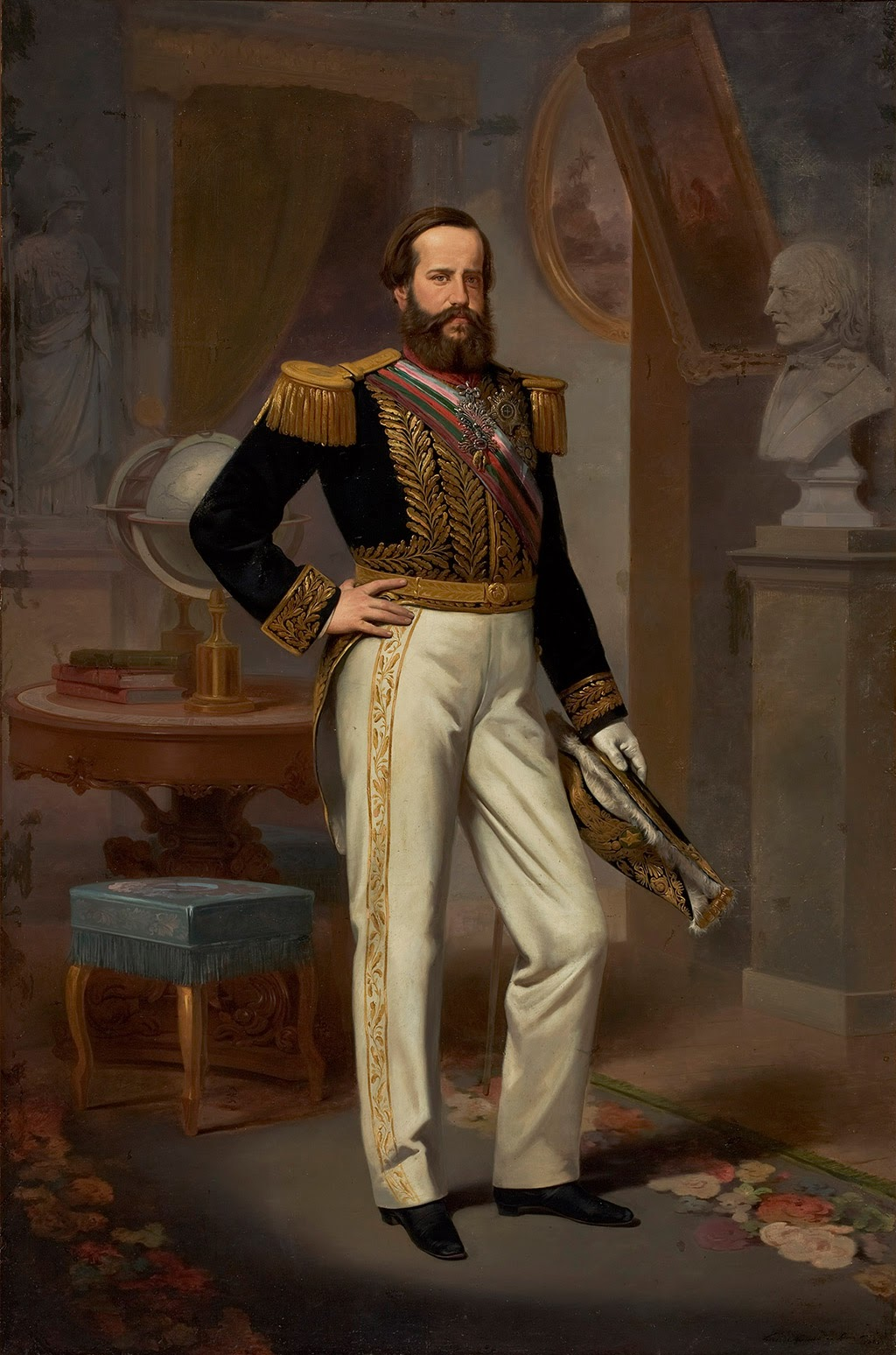
Pietro II in un ritratto di Victor Meirelles

Verso la metà dell'Ottocento il Brasile aveva raggiunto una notevole solidità economica e sociale. Lo stato era interconnesso con strade ferrate, rete elettrica, telegrafica e vie di comunicazione. Pietro II non era un monarca costituzionalista al cento per cento sul modello inglese, ma non era nemmeno un autocrate come lo zar di Russia. L'imperatore esercitava i propri poteri grazie alla cooperazione di politici eletti e con il supporto popolare. Egli si dimostrò sempre un monarca leale e diligente, oltre che altamente qualificato nella scelta delle persone di governo che lo affiancassero nel suo operato, evitando così la corruzione e il malessere interno.
Il sistema politico nazionale del Brasile rispecchiava quello di altre monarchie costituzionali nel mondo: l'imperatore era il capo di Stato e chiedeva al partito liberale o conservatore di formare un gabinetto di governo. L'altro partito, di fatto, costituiva l'opposizione nella legislatura, mantenendo assoluta imparzialità negli affari di governo, lavorando in accordo con la volontà del popolo.

### Vita familiare

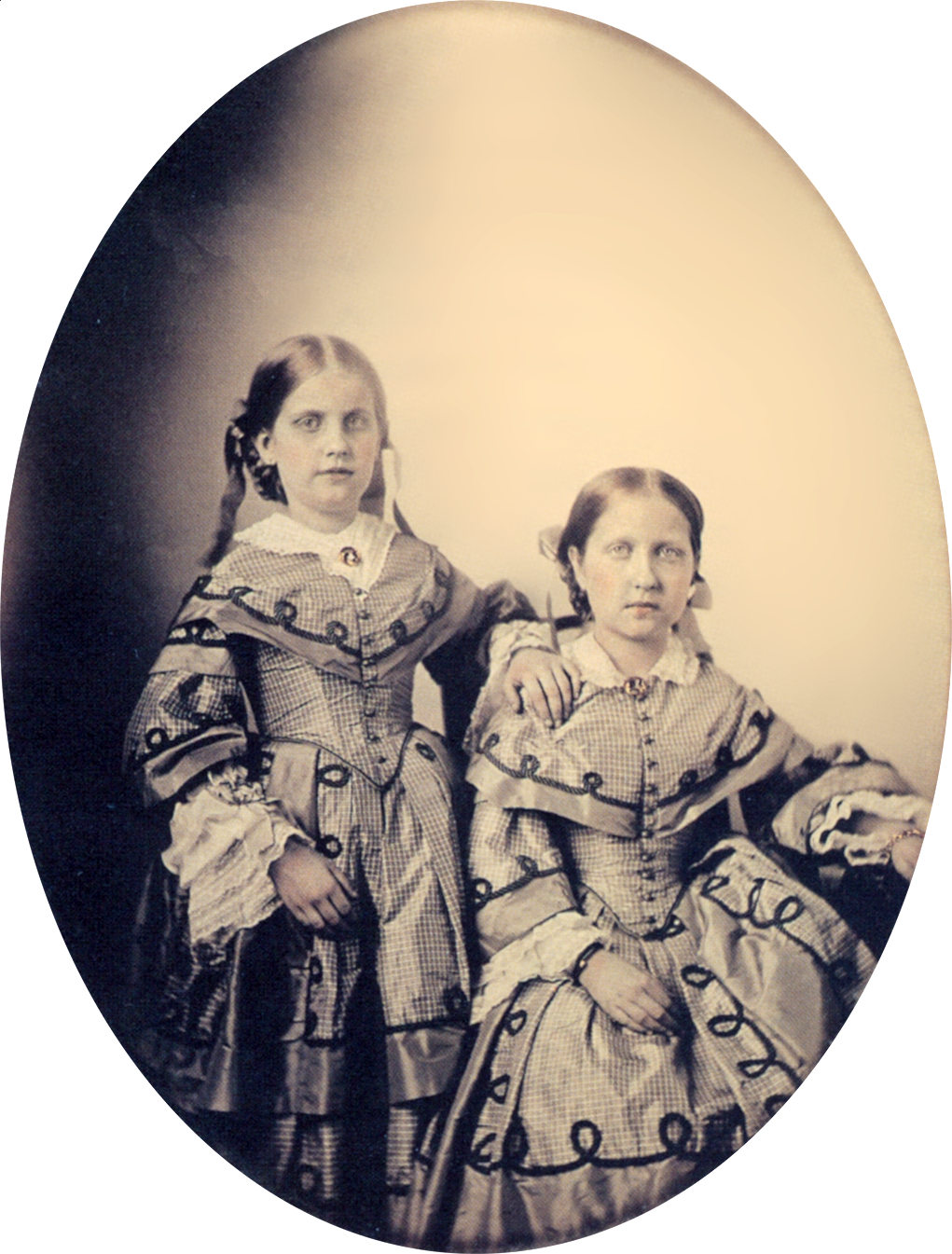
Le uniche due figlie sopravvissute di Pietro II in una fotografia del 1855: la principessa Leopoldina e la principessa Isabella (seduta)

Il matrimonio tra Pietro II e Teresa Cristina cominciò male. Con maturità, pazienza e la nascita del primo figlio, Alfonso, la loro relazione migliorò. Successivamente Teresa Cristina diede alla luce altri figli: Isabella nel 1846; Leopoldina nel 1847 e per ultimo Pietro nel 1848. Però entrambi i figli maschi morirono in giovane età e l'imperatore ne fu devastato.
Oltre a soffrire come padre, la sua visione futura del Brasile cambiò completamente. Malgrado la sua affezione per le sue due figlie, egli si rendeva conto che la primogenita Isabella come sua erede non avrebbe avuto molte possibilità di succedere al trono brasiliano. Egli cominciò quindi a vedere il sistema imperiale gravitante e imperniato unicamente sulla sua persona. Isabella e sua sorella ricevettero un'educazione eccezionale, anche se non ebbero mai un'adeguata preparazione al governo, dal momento che lo stesso Pietro II escluse Isabella dalla partecipazione agli affari di governo.
Attorno alla metà del secolo, inoltre, Pietro II intrecciò relazioni anche con altre donne. La più famosa di queste fu senz'altro Luísa Margarida de Barros Portugal, contessa di Barral, che era divenuta governante dei figli dell'imperatore nell'agosto del 1856. Pietro II continuò a condurre una vita piuttosto frenetica: si alzava sempre alle 7 di mattina per poi andare a letto alle 2 di notte, occupandosi sempre degli affari di stato e trascorrendo il proprio poco tempo libero studiando e leggendo. L'imperatore non amava le formalità e quotidianamente vestiva in tight nero, pantaloni e cravatta, come un elegante borghese.
Solo nelle occasioni speciali indossava l'uniforme di corte. Le regalìe complete (corona, mantello, scettro, ecc.) le indossava solo due volte all'anno, in occasione dell'apertura e della chiusura dell'Assemblea Nazionale. Ai politici Pietro II richiedeva otto ore di lavoro al giorno e una meritocrazia nella società, oltre che un'alta moralità. Dal 1852 non ebbero quasi più luogo balli di corte e assemblee interne all'entourage dell'imperatore, riducendo la spesa per la corte dal 3% allo 0,5% delle entrate annue statali nel 1889.

### Patrono delle arti e delle scienze

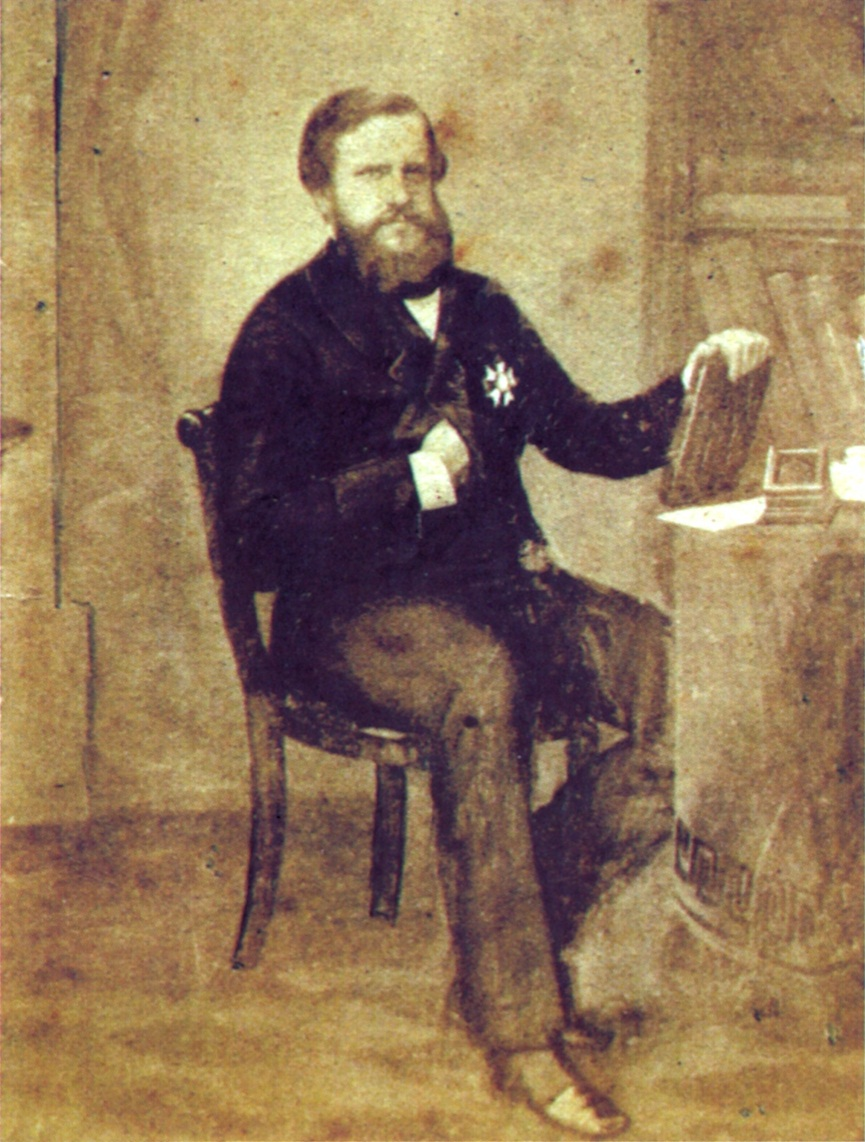
Pietro II, circa 1858. Verso la metà dell'Ottocento i libri cominciarono ad avere un ruolo predominante nei suoi ritratti ufficiali, come riferimento al suo ruolo e alla sua educazione.

"Sono nato per devolvermi alla cultura e alle scienze", così l'imperatore rimarcava nel suo diario personale nel 1862. Come già detto, egli teneva molto alla cultura personale. Era tra l'altro un noto citazionista. Molte erano le materie di cui Pietro II era appassionato, tra le quali spiccavano l'antropologia, la storia, la geografia, la geologia, la medicina, la giurisprudenza, gli studi religiosi, la filosofia, la pittura, la scultura, il teatro, la musica, la chimica, la fisica, l'astronomia, la poesia e la tecnologia.
Alla fine del suo regno vi erano tre biblioteche al palazzo di São Cristóvão contenenti oltre 60 000 volumi. Egli era inoltre molto appassionato di lingue ed era in grado di parlare e scrivere non solo il portoghese, ma anche latino, francese, tedesco, inglese, italiano, spagnolo, greco, arabo, ebraico, sanscrito, cinese, occitano e Tupi-Guarani. Nel marzo del 1840 acquistò una macchina per dagherrotipi divenendo così il primo fotografo brasiliano. Mise in piedi un laboratorio fotografico al palazzo di São Cristóvão oltre a uno di chimica e uno di fisica. Fece costruire anche un osservatorio astronomico.
L'erudizione dell'imperatore stupì Friedrich Nietzsche quando i due si conobbero. Victor Hugo gli scrisse: "Sire, voi siete un grande cittadino, voi siete certamente discendente di Marco Aurelio" e Alexandre Herculano disse di lui: "Un principe la cui opinione generale è che sia una delle menti più elevate della sua era per la sua costante applicazione alle scienze e alla cultura." Egli divenne membro della Royal Society, della Accademia russa delle scienze, dell'Accademia reale di scienze, lettere e belle arti del Belgio, dell'American Geographical Society.
Ebbe anche rapporti epistolari con Alessandro Manzoni che aveva simpatia per lui in quanto imperatore di idee liberali. Tradusse in portoghese l'ode manzoniana Il 5 Maggio, in morte di Napoleone Bonaparte, con il titolo Cinco de maio, ode heroica a morte de Napoleao. In portoghese tradusse anche due canti della Divina Commedia, entrambi dell'Inferno: il quinto (Francesca da Rimini) e il trentatreesimo (Conte Ugolino).
Nel 1875 venne eletto all'Accademia francese delle scienze, un onore precedentemente concesso a due soli altri capi di Stato: Pietro il Grande e Napoleone Bonaparte. Pietro II scambiava lettere con scienziati, filosofi, musicisti e altri intellettuali internazionali, molti dei quali divennero suoi amici come Richard Wagner, Louis Pasteur, Louis Agassiz, John Greenleaf Whittier, Michel Eugène Chevreul, Henry Wadsworth Longfellow, Arthur de Gobineau, Frédéric Mistral, Alessandro Manzoni, Alexandre Herculano, Camilo Castelo Branco e James Cooley Fletcher.
Il 7 marzo 1877 venne eletto per acclamazione a membro dell'Accademia della Crusca.

### Scontro diplomatico con il Regno Unito

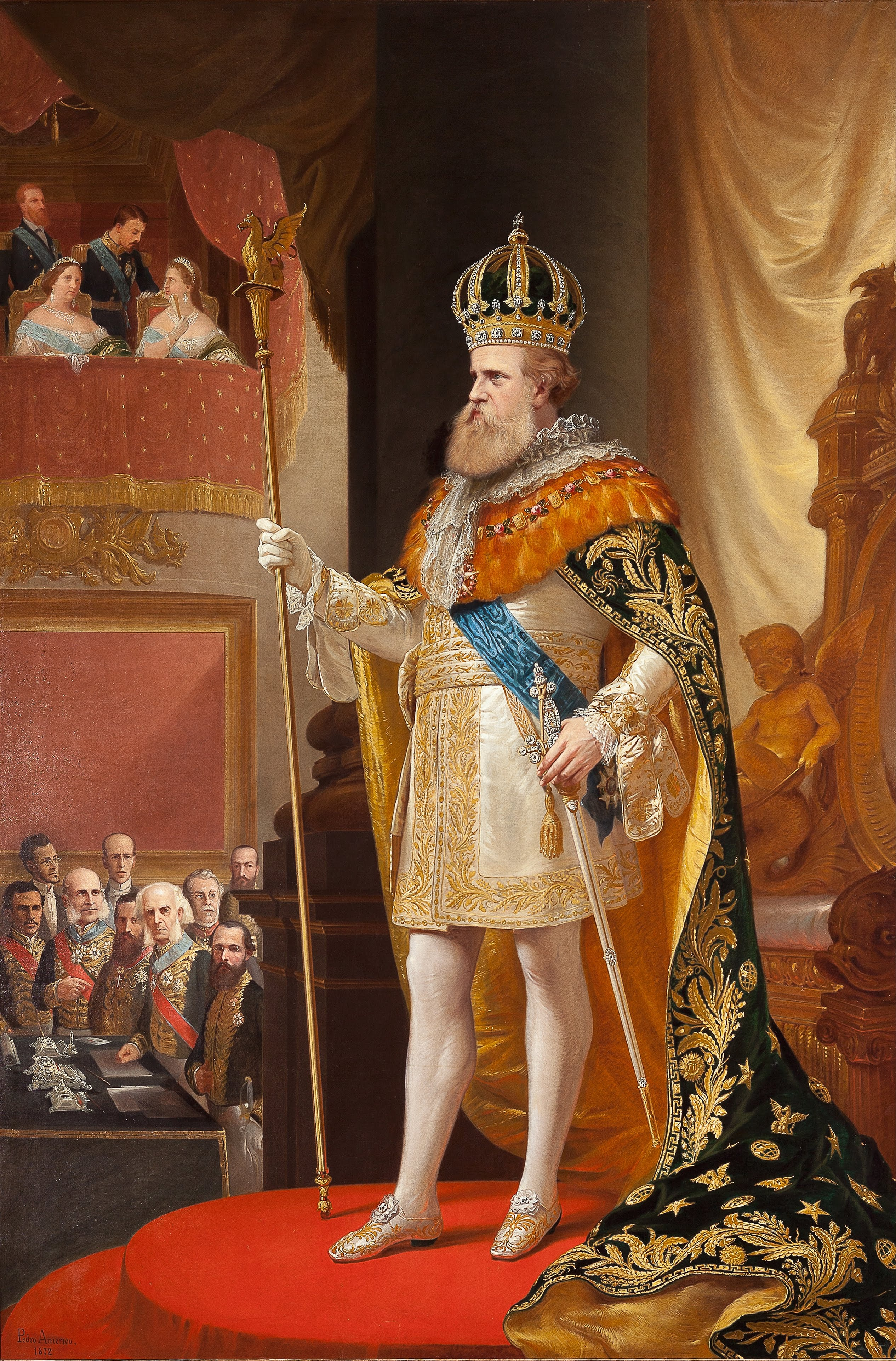
Pietro II, imperatore del Brasile, nel 1871.

L'Impero Brasiliano si trovò con Pietro II nel pieno della propria "epoca d'oro" ma questo status di benessere pubblico e sociale venne interrotto intorno alla seconda metà dell'Ottocento da una serie di scontri politici e militari con altre potenze che, anche per motivi commerciali, osteggiavano l'espandersi dell'influenza brasiliana. Le tensioni si manifestarono ben presto contro il Regno Unito quando il console inglese a Rio de Janeiro, William Dougal Christie (strenuo sostenitore della diplomazia dei cannoni), inviò un ultimatum al governo brasiliano richiedendo i risarcimenti per due incidenti di secondo piano accaduti tra la fine del 1861 e l'inizio del 1862.
Il primo si riferiva al blocco di una nave commerciale inglese sulle coste del Rio Grande do Sul, episodio dopo il quale i beni della nave furono rubati dalla popolazione locale. Il secondo si riferiva all'arresto di un ufficiale della marina inglese che, ubriaco, stava disturbando le strade di Rio. Il governo brasiliano, come era prevedibile, si rifiutò di cedere alle esorbitanti richieste inglesi per due fatti del tutto secondari e Christie ordinò dunque a delle navi da guerra inglesi della zona di catturare alcuni vascelli mercantili brasiliani come indennità.
La marina brasiliana si preparò per l'imminente conflitto, ordinando di attivare immediatamente l'artiglieria costiera, oltre a ordinare la costruzione di nuovi cannoni consentendo di aprire il fuoco sulle navi britanniche impegnate nella cattura dei vascelli mercantili brasiliani. Pietro II fu in questo caso la principale ragione della resistenza brasiliana in quanto egli per primo si rifiutava di cedere a tali proposte assurde. La presa di posizione di Pietro II giunse in maniera sorprendente a Christie, il quale cambiò il tenore delle proprie richieste temendo di coinvolgere la madrepatria in uno scontro militare con una potenza marittima molto radicata sul territorio e si dedicò dunque alla ricerca di un compromesso pacifico.

### Guerra uruguayana e Guerra della Triplice Alleanza

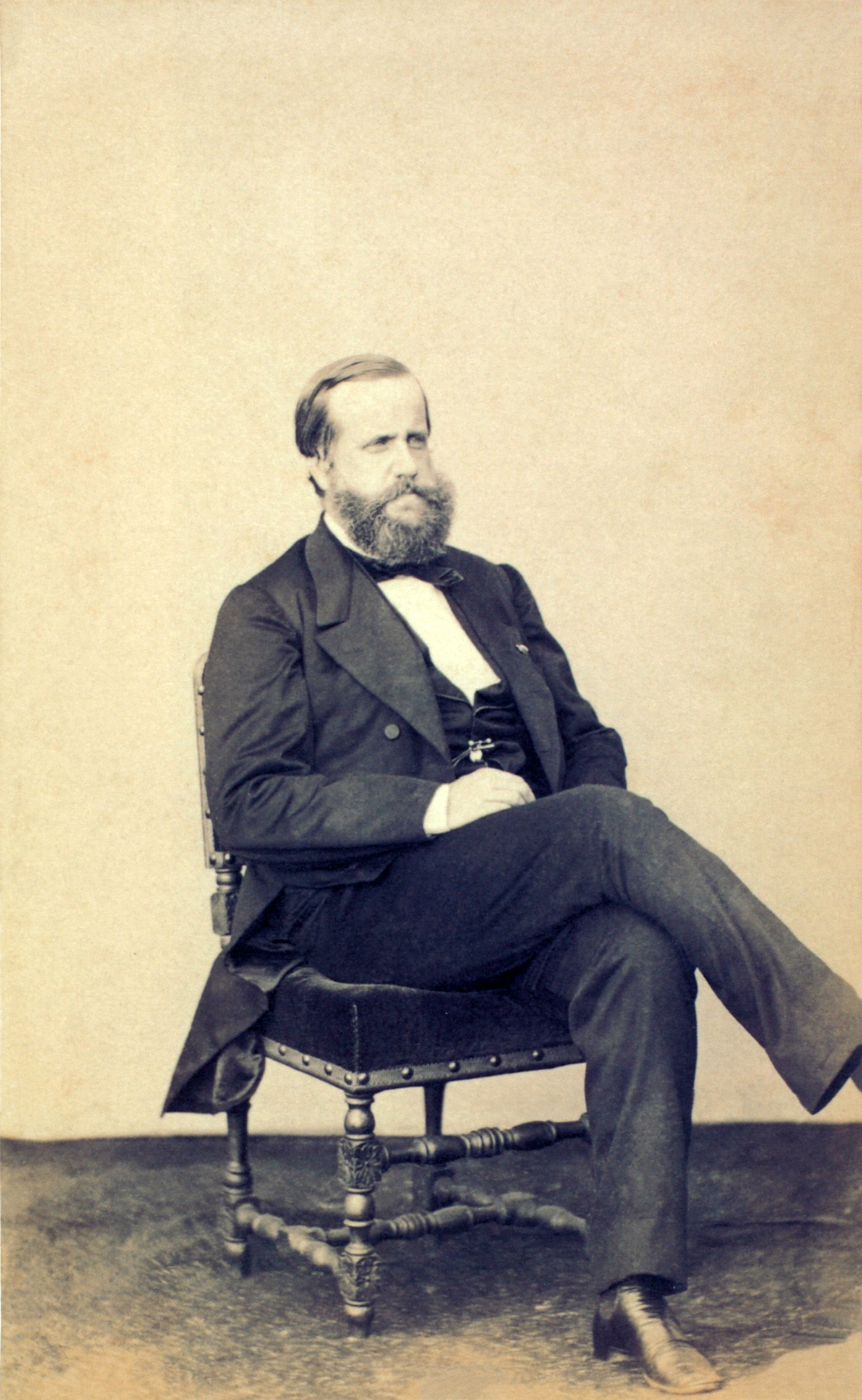
Pietro II in abiti borghesi in un'immagine del 1865, quando aveva 39 anni.

Non appena si erano aperte ostilità al nord con il Regno Unito, il Brasile dovette subito fare i conti con le problematiche della parte meridionale dello stato. In Uruguay era scoppiata un'altra guerra civile che aveva visto contrapposti anche i differenti partiti politici. I conflitti interni, tra l'altro, avevano visto l'uccisione anche di molti possidenti brasiliani e della confisca dei loro terreni in Uruguay. Il governo brasiliano decise di intervenire, senza ad ogni modo dare impressione di cedimento nella questione inglese, per non correre il rischio di essere attaccato su due fronti.
L'esercito brasiliano invase dunque l'Uruguay nel dicembre del 1864 dando inizio alla breve Guerra uruguayana che terminò il 20 febbraio 1865. Nel frattempo, nel dicembre del 1864, il dittatore del Paraguay, Francisco Solano López, prese la situazione a proprio vantaggio col tentativo di fare del proprio stato la principale potenza dell'area. L'esercito paraguayano invase la provincia brasiliana del Mato Grosso (attuale stato del Mato Grosso do Sul), dando inizio alla Guerra della Triplice Alleanza.
Quattro mesi più tardi le truppe paraguayane invasero anche l'Argentina preludendo ad attaccare la provincia brasiliana del Rio Grande do Sul. Pietro II a questo punto decise personalmente di recarsi sul fronte di guerra. Egli era intenzionato a combattere in prima persona per il proprio paese anche se questo gli venne impedito dal governo il quale non poteva rischiare la morte del proprio sovrano.
Da quel momento molti brasiliani partirono come volontari per questa guerra e lo stesso Pietro II, oltre a una notevole notorietà, acquisì il soprannome di "Volontario numero 1". Pietro II giunse a sud nel luglio del 1865. Sbarcato a Rio Grande do Sul, dormendo accampato con i soldati, Pietro II giunse infine a Uruguaiana, un villaggio brasiliano occupato dalle armate paraguayane, l'11 settembre di quell'anno e con la sua presenza le forze nemiche vennero respinte.
Per prevenire nuovi spargimenti di sangue si adoperò in prima persona a promuovere i termini di resa al comandante paraguayano, il quale accettò. La personale coordinazione delle azioni militari e la presenza sul campo fecero di Pietro II ancora una volta la chiave vincente della situazione e dell'espulsione dei paraguayani dal territorio brasiliano. La vittoria dello scontro venne assegnata ai brasiliani ma la guerra costò all'Impero di Pietro II un tributo di 50 000 vittime.

### Fine della schiavitù e detronizzazione

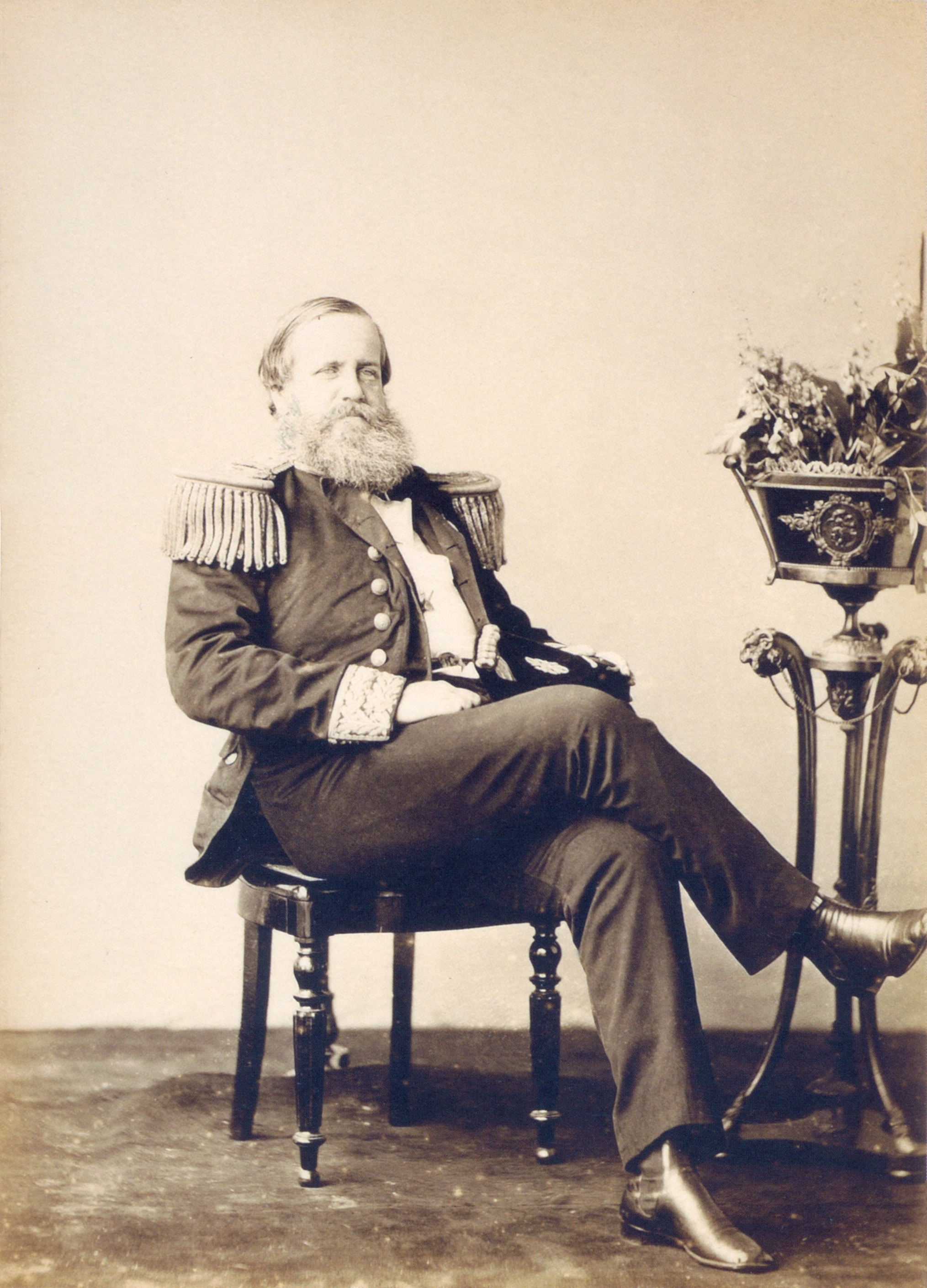
Pietro II nel 1870 all'età di 44 anni in uniforme da ammiraglio.

A causa degli sforzi a cui si era sottoposto negli ultimi anni la salute dell'imperatore era considerevolmente peggiorata e i suoi dottori personali gli suggerivano di recarsi in Europa per sottoporsi a trattamenti medici specifici. Egli lasciò il Brasile il 30 giugno 1887. Giunto a Milano egli trascorse due settimane in bilico tra la vita e la morte.
Mentre si trovava ricoverato a letto, il 22 maggio ricevette la notizia che il governo brasiliano aveva ufficialmente abolito la schiavitù in Brasile. Questa decisione venne fortemente approvata da Pietro II il quale, seppur provato e con flebile voce, disse "Grande popolo! Grande popolo!" Pietro II fece quindi ritorno in Brasile e sbarcò a Rio de Janeiro il 22 agosto 1888, accolto ancora una volta a furor di popolo.
L'apertura all'abolizione della schiavitù, però, aveva creato molti disturbi a livello economico, soprattutto in contrasto con i ricchi possidenti coltivatori di caffè i quali ora dovevano far conto solo su una manodopera a pagamento. Per contrastare le decisioni del governo, dunque, i proprietari terrieri si orientarono sempre più verso gli ambienti repubblicani nella speranza di poter riprendere lustro politico, economico e sociale nello stato, dato che chi si opponeva alle nuove riforme rischiava la confisca dei propri beni.
Per evitare un rovesciamento di tipo repubblicano, il governo brasiliano tentò attraverso l'imperatore di addolcire i vari proprietari concedendo loro privilegi e titoli nobiliari, ponendo anche in parlamento figure politiche a loro favorevoli. Altra necessità era quella di riorganizzare la Guardia Nazionale, un servizio di sicurezza pubblico promosso dal governo ma formato dalla cittadinanza, opera che venne cominciata nell'agosto del 1889 per combattere soprattutto i molti dissidenti delle campagne.
Gran parte della popolazione sosteneva apertamente l'imperatore con il quale il Brasile aveva raggiunto una grande posizione sociale ed economica anche nel mondo, ma i repubblicani ebbero la meglio al governo e il 15 novembre 1889 con un colpo di Stato venne proclamata la repubblica. Quando a Pietro II giunse questa notizia egli commentò: "Se così dev'essere, così sia. Sarà la mia pensione. Ho lavorato troppo e sono troppo stanco. Ora vado a riposarmi." Dal 17 novembre di quell'anno Pietro II e la sua famiglia vennero esiliati.

### Ultimi anni in esilio e morte

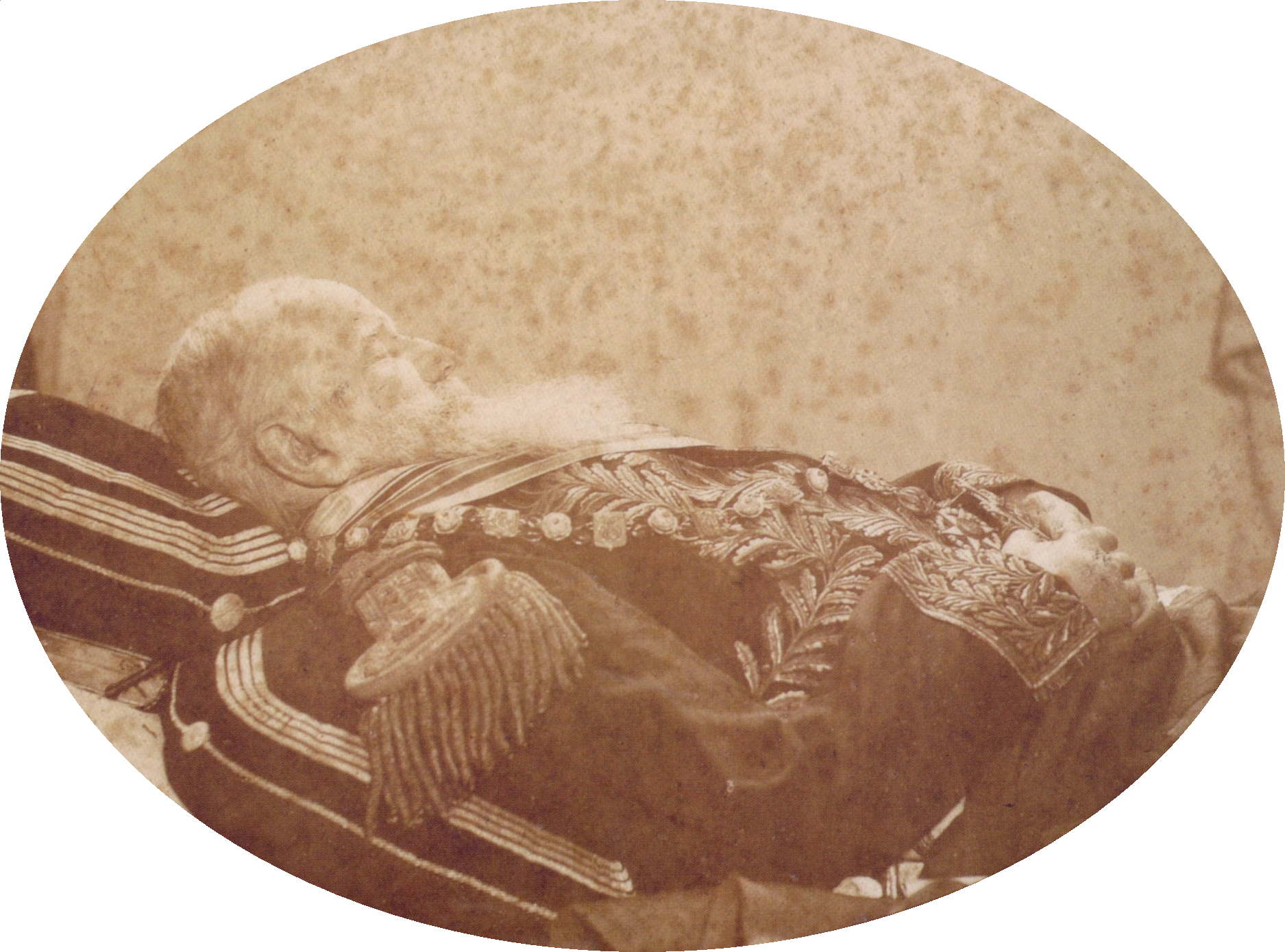
Pietro II sul letto di morte il 6 dicembre 1891. Il libro sotto il suo cuscino sta a simboleggiare che la sua mente riposa sulla cultura anche durante la sua morte.

Dopo la proclamazione della repubblica, in Brasile vi fu una significativa reazione filo-monarchica che però venne subito repressa nel sangue, fatto che fece subito distinguere il regime repubblicano da quello imperiale ove regnava l'armonia e non la brutalità. L'Imperatrice consorte Teresa Cristina morì pochi giorni dopo essere giunta in Europa e Isabella e la sua famiglia si spostarono altrove, mentre Pietro II rimase a Parigi. Gli ultimi anni di vita dell'ex imperatore furono malinconici e solitari: egli viveva in un modesto hotel quasi senza soldi e dedicandosi alla scrittura delle sue memorie e delle sue ultime volontà, nelle quali esprimeva il desiderio di tornare in Brasile dopo la morte.
Un giorno decise di fare un giro in carrozza lungo la Senna anche se faceva molto freddo. Tornato a casa quella sera egli cadde ammalato. La malattia, sottovalutata, si convertì nei giorni successivi in polmonite. La salute di Pietro II peggiorò rapidamente ed egli morì alle 00:35 del 5 dicembre 1891 circondato dai suoi familiari. Le sue ultime parole furono, "Oh Dio, garantisci pace e prosperità al Brasile..."
Secondo la sua volontà nella sua bara venne posto un sacchetto contenente terra proveniente da tutte le province del Brasile.. Le sue spoglie tornarono in Brasile assieme a quelle della moglie solo nel 1920, quando il governo repubblicano gli riconobbe il ruolo di capo di Stato che aveva saputo portare il Brasile a un grande livello. Le salme vennero deposte con tutti gli onori nella cattedrale di Petrópolis, città fondata dallo stesso Pietro II, ove ancora oggi si trovano.

## Discendenza
L'imperatore Pietro II e la principessa Teresa Cristina di Borbone-Due Sicilie ebbero quattro figli, di cui raggiunsero l'eta adulta solo le due figlie:
- Alfonso (23 febbraio 1845 – 11 giugno 1847), principe ereditario;
- Isabella (1846-1921), contessa di Eu per matrimonio, sposò Gastone d'Orléans. Fu reggente dell'Impero Brasiliano mentre il padre era all'estero. Gli succederà nella pretesa al trono[senza fonte] del Brasile;
- Leopoldina (1847-1871), sposò il principe Luigi Augusto di Sassonia-Coburgo-Kohary;
- Pietro (19 luglio 1848 – 9 gennaio 1850), principe ereditario.

## Ascendenza
|                                       |                              |                                  | Genitori                            |  |  | Nonni |  |  | Bisnonni                  |  |  | Trisnonni                 |  |
|                                       |                              |                                  |                                     |  |  |       |  |  | Pietro III del Portogallo |  |  | Giovanni V del Portogallo |  |
|                                       |                              |                                  |                                     |  |  |       |  |  | Pietro III del Portogallo |  |  | Giovanni V del Portogallo |  |
|                                       |                              | Maria Anna d'Asburgo             |                                     |  |  |       |  |  | Pietro III del Portogallo |  |  |                           |  |
| Giovanni VI del Portogallo            |                              |                                  |                                     |  |  |       |  |  | Pietro III del Portogallo |  |  |                           |  |
|                                       |                              | Maria I del Portogallo           | Giuseppe I del Portogallo           |  |  |       |  |  |                           |  |  |                           |  |
|                                       |                              | Maria I del Portogallo           | Giuseppe I del Portogallo           |  |  |       |  |  |                           |  |  |                           |  |
|                                       |                              | Maria I del Portogallo           | Marianna Vittoria di Borbone-Spagna |  |  |       |  |  |                           |  |  |                           |  |
| Pietro I del Brasile                  |                              | Maria I del Portogallo           |                                     |  |  |       |  |  |                           |  |  |                           |  |
|                                       |                              | Carlo IV di Spagna               | Carlo III di Spagna                 |  |  |       |  |  |                           |  |  |                           |  |
|                                       |                              | Carlo IV di Spagna               | Carlo III di Spagna                 |  |  |       |  |  |                           |  |  |                           |  |
|                                       |                              | Carlo IV di Spagna               | Maria Amalia di Sassonia            |  |  |       |  |  |                           |  |  |                           |  |
| Carlotta Gioacchina di Borbone-Spagna |                              | Carlo IV di Spagna               |                                     |  |  |       |  |  |                           |  |  |                           |  |
|                                       |                              | Maria Luisa di Borbone-Parma     | Filippo I di Parma                  |  |  |       |  |  |                           |  |  |                           |  |
|                                       |                              | Maria Luisa di Borbone-Parma     | Filippo I di Parma                  |  |  |       |  |  |                           |  |  |                           |  |
|                                       |                              | Maria Luisa di Borbone-Parma     | Luisa Elisabetta di Borbone-Francia |  |  |       |  |  |                           |  |  |                           |  |
| Pietro II del Brasile                 |                              | Maria Luisa di Borbone-Parma     |                                     |  |  |       |  |  |                           |  |  |                           |  |
|                                       | Leopoldo II d'Asburgo-Lorena | Francesco I di Lorena            |                                     |  |  |       |  |  |                           |  |  |                           |  |
|                                       | Leopoldo II d'Asburgo-Lorena | Francesco I di Lorena            |                                     |  |  |       |  |  |                           |  |  |                           |  |
|                                       | Leopoldo II d'Asburgo-Lorena | Maria Teresa d'Austria           |                                     |  |  |       |  |  |                           |  |  |                           |  |
| Francesco II d'Asburgo-Lorena         | Leopoldo II d'Asburgo-Lorena |                                  |                                     |  |  |       |  |  |                           |  |  |                           |  |
|                                       |                              | Maria Ludovica di Borbone-Spagna | Carlo III di Spagna                 |  |  |       |  |  |                           |  |  |                           |  |
|                                       |                              | Maria Ludovica di Borbone-Spagna | Carlo III di Spagna                 |  |  |       |  |  |                           |  |  |                           |  |
|                                       |                              | Maria Ludovica di Borbone-Spagna | Maria Amalia di Sassonia            |  |  |       |  |  |                           |  |  |                           |  |
| Maria Leopoldina d'Asburgo-Lorena     |                              | Maria Ludovica di Borbone-Spagna |                                     |  |  |       |  |  |                           |  |  |                           |  |
|                                       |                              | Ferdinando I delle Due Sicilie   | Carlo III di Spagna                 |  |  |       |  |  |                           |  |  |                           |  |
|                                       |                              | Ferdinando I delle Due Sicilie   | Carlo III di Spagna                 |  |  |       |  |  |                           |  |  |                           |  |
|                                       |                              | Ferdinando I delle Due Sicilie   | Maria Amalia di Sassonia            |  |  |       |  |  |                           |  |  |                           |  |
| Maria Teresa di Borbone-Napoli        |                              | Ferdinando I delle Due Sicilie   |                                     |  |  |       |  |  |                           |  |  |                           |  |
|                                       |                              | Maria Carolina d'Asburgo-Lorena  | Francesco I di Lorena               |  |  |       |  |  |                           |  |  |                           |  |
|                                       |                              | Maria Carolina d'Asburgo-Lorena  | Francesco I di Lorena               |  |  |       |  |  |                           |  |  |                           |  |
|                                       |                              | Maria Carolina d'Asburgo-Lorena  | Maria Teresa d'Austria              |  |  |       |  |  |                           |  |  |                           |  |
|                                       |                              | Maria Carolina d'Asburgo-Lorena  |                                     |  |  |       |  |  |                           |  |  |                           |  |

## Nella cultura di massa
- La telenovela brasiliana Nos Tempos do Imperador è incentrata sul sovrano, interpretato dall'attore Selton Mello.